# Štabni general (Hrvaška)
Štabni general (izvirno hrvaško Stožerni general) je najvišji vojaški čin v Hrvaški vojski; v Hrvaški vojni mornarici ustreza čin admirala flote. V skladu s Natovim standardom STANAG 2116 čin spada v razred OF-10 in velja za petzvezdni čin. Nižji čin je general divizije.

## Določila o činu
Čin štabnega generala ni položajni čin, ampak čin namenjen najbolj zasluženim generalom. V skladu z Zakonom o službi v Oboroženih silah Republike Hrvaške je lahko v čin štabnega generala povišan le general za zasluge med vojno. Povišanje more predlagati načelnik Generalštaba Oboroženih sil Republike Hrvaške v soglasju z ministrom za obrambo Republike Hrvaške, nato pa o povišanju odloča vrhovni poveljnik oboroženih sil: tj. predsednik Republike Hrvaške.. Tako ustreza činu generala armade (ZDA), feldmaršala (Združeno kraljestvo), generala armade (SFRJ),...
Oznaka čina je sledeče: nad tremi ležečimi, podolgovatimi pletenicami (pri čemer je srednja tanjša) se nahaja pet pletenic v obliki kvadrata oz. kara.
Nošnjo oznake čine narekuje Pravilnik o vojaški uniformi; na slavnostni in službeni uniformi se tako oznaka čina nahaja na naramenskih epoletah, medtem ko se na vojni (maskirni) uniformi oznaka čina nahaja na levi strani prsi, nad žepom (jakne, bluze,...).

## Seznam štabnih generalov
Do sedaj so bili v čin štabnega generala povišani naslednji generali:
- štabni general Petar Stipetić
- štabni general Martin Špegelj
- štabni general Anton Tus
- štabni general Janko Bobetko
- štabni general Zvonimir Červenko
- štabni general Gojko Šušak.

Od leta 2007 nihče od (prvih treh navedenih) dotlej preživelih ni bil v več aktivni službi.